# Larry Costello
Lawrence Ronald Costello, detto Larry (Minoa, 2 luglio 1931 – Fort Myers, 13 dicembre 2001), è stato un cestista e allenatore di pallacanestro statunitense, professionista nella NBA.
Dal 2022 è membro del Naismith Memorial Basketball Hall of Fame in qualità di contributore.

## Carriera
Venne selezionato dai Philadelphia Warriors al secondo giro del Draft NBA 1954 (12ª scelta assoluta).

## Statistiche
| † | Denota una stagione in cui ha vinto il titolo NBA |
| * | Primo nella lega                                  |

### NBA

#### Regular Season
| Anno       | Squadra            | PG  | PT | MP   | TC%  | 3P% | TL%   | RP  | AP  | PRP | SP | PP   |
| ---------- | ------------------ | --- | -- | ---- | ---- | --- | ----- | --- | --- | --- | -- | ---- |
| 1954-1955  | Philad. Warriors   | 19  | -  | 24,4 | 33,1 | -   | 81,3  | 2,6 | 4,1 | -   | -  | 6,2  |
| 1956-1957  | Philad. Warriors   | 72* | -  | 29,3 | 37,4 | -   | 78,8  | 4,5 | 3,3 | -   | -  | 7,6  |
| 1957-1958  | Syracuse Nationals | 72* | -  | 38,1 | 42,6 | -   | 84,7  | 5,3 | 4,4 | -   | -  | 14,9 |
| 1958-1959  | Syracuse Nationals | 70  | -  | 39,3 | 43,7 | -   | 80,2  | 5,2 | 5,4 | -   | -  | 15,8 |
| 1959-1960  | Syracuse Nationals | 71  | -  | 34,8 | 45,3 | -   | 86,2  | 5,5 | 6,3 | -   | -  | 14,0 |
| 1960-1961  | Syracuse Nationals | 75  | -  | 28,9 | 48,2 | -   | 79,9  | 3,9 | 5,5 | -   | -  | 14,5 |
| 1961-1962  | Syracuse Nationals | 63  | -  | 29,4 | 42,7 | -   | 83,7  | 3,9 | 5,7 | -   | -  | 13,8 |
| 1962-1963  | Syracuse Nationals | 78  | -  | 26,5 | 43,2 | -   | 88,1* | 3,0 | 4,3 | -   | -  | 11,0 |
| 1963-1964  | Philadelphia 76ers | 45  | -  | 25,3 | 46,8 | -   | 86,5  | 2,3 | 3,7 | -   | -  | 11,8 |
| 1964-1965  | Philadelphia 76ers | 64  | -  | 30,7 | 44,5 | -   | 87,7* | 2,6 | 4,3 | -   | -  | 13,5 |
| 1966-1967† | Philadelphia 76ers | 49  | -  | 19,9 | 44,4 | -   | 90,2  | 2,1 | 2,9 | -   | -  | 7,8  |
| 1967-1968  | Philadelphia 76ers | 28  | -  | 17,6 | 45,3 | -   | 82,7  | 1,8 | 2,4 | -   | -  | 7,2  |
| Carriera   | Carriera           | 706 | -  | 30,0 | 43,8 | -   | 84,1  | 3,8 | 4,6 | -   | -  | 12,2 |

#### Playoffs
| Anno     | Squadra            | PG | PT | MP   | TC%  | 3P% | TL%  | RP  | AP  | PRP | SP | PP   |
| -------- | ------------------ | -- | -- | ---- | ---- | --- | ---- | --- | --- | --- | -- | ---- |
| 1957     | Philad. Warriors   | 2  | -  | 8,0  | 37,5 | -   | 0,0  | 2,5 | 1,0 | -   | -  | 3,0  |
| 1958     | Syracuse Nationals | 3  | -  | 44,7 | 29,4 | -   | 100* | 8,3 | 4,0 | -   | -  | 11,3 |
| 1959     | Syracuse Nationals | 9  | -  | 40,1 | 44,6 | -   | 83,6 | 5,9 | 6,0 | -   | -  | 17,7 |
| 1960     | Syracuse Nationals | 3  | -  | 40,7 | 42,6 | -   | 83,3 | 4,7 | 6,7 | -   | -  | 16,7 |
| 1961     | Syracuse Nationals | 8  | -  | 33,6 | 40,8 | -   | 85,5 | 4,4 | 6,5 | -   | -  | 16,4 |
| 1962     | Syracuse Nationals | 5  | -  | 33,4 | 43,1 | -   | 87,9 | 3,2 | 5,6 | -   | -  | 14,6 |
| 1963     | Syracuse Nationals | 5  | -  | 26,8 | 43,2 | -   | 82,6 | 0,8 | 4,6 | -   | -  | 10,2 |
| 1964     | Philadelphia 76ers | 5  | -  | 7,2  | 21,4 | -   | 100* | 0,6 | 0,8 | -   | -  | 3,2  |
| 1965     | Philadelphia 76ers | 10 | -  | 20,7 | 41,5 | -   | 68,8 | 1,2 | 2,0 | -   | -  | 5,5  |
| 1967†    | Philadelphia 76ers | 2  | -  | 12,5 | 75,0 | -   | 100  | 2,0 | 1,5 | -   | -  | 8,5  |
| Carriera | Carriera           | 52 | -  | 28,3 | 41,6 | -   | 85,2 | 3,3 | 4,2 | -   | -  | 11,4 |

### Allenatore
| Stagione | Squadra         | Regular Season | Regular Season | Regular Season | Regular Season | Regular Season         | Post Season                                                  |
| Stagione | Squadra         | V              | P              | % V            | G              | Posizione finale       | Post Season                                                  |
| -------- | --------------- | -------------- | -------------- | -------------- | -------------- | ---------------------- | ------------------------------------------------------------ |
| 1968-69  | Milwaukee Bucks | 27             | 55             | 32,9           | 82             | 7º in Eastern Division | Manca i Playoffs                                             |
| 1969-70  | Milwaukee Bucks | 56             | 26             | 68,3           | 82             | 2º in Eastern Division | Sconfitto alle Finali di Conference dai Knicks (1-4)         |
| 1970-71  | Milwaukee Bucks | 66             | 16             | 80,5           | 82             | 2º in Midwest Division | Campione NBA                                                 |
| 1971-72  | Milwaukee Bucks | 63             | 19             | 76,8           | 82             | 1º in Midwest Division | Sconfitto alle Finali di Conference dai Lakers (2-4)         |
| 1972-73  | Milwaukee Bucks | 60             | 22             | 73,2           | 82             | 1º in Midwest Division | Sconfitto alle Semifinali di Conference dagli Warriors (2-4) |
| 1973-74  | Milwaukee Bucks | 59             | 23             | 72,0           | 82             | 1º in Midwest Division | Sconfitto alle NBA finals dai Celtics (3-4)                  |
| 1974-75  | Milwaukee Bucks | 38             | 44             | 46,3           | 82             | 4º in Midwest Division | Manca i Playoffs                                             |
| 1975-76  | Milwaukee Bucks | 38             | 44             | 46,3           | 82             | 1º in Midwest Division | Sconfitto al Primo Round dai Pistons (1-2)                   |
| 1976-77  | Milwaukee Bucks | 3              | 15             | 16,7           | 18             | -                      | -                                                            |
| 1978-79  | Chicago Bulls   | 20             | 36             | 35,7           | 56             | -                      | -                                                            |
|          | Carriera        | 430            | 300            | 58,9           | 730            |                        |                                                              |

## Palmarès

### Giocatore
- Campionato NBA: 1

Philadelphia 76ers: 1967
- All-NBA Second Team (1961)
- 6 volte NBA All-Star (1958, 1959, 1960, 1961, 1962, 1965)
- 2 volte miglior tiratore di liberi NBA (1963, 1965)

### Allenatore
- Campionato NBA: 1

Milwaukee Bucks: 1971
- 2 volte allenatore all'NBA All-Star Game (1971, 1974)